# Nootamaa
Nootamaa est une île d'Estonie en mer Baltique.

## Géographie
Elle marque la partie ouest de la limite territoriale de l'Estonie et se situe à l'extrême côte ouest de Saaremaa. Elle fait partie du parc national de Vilsandi et appartient au village de Atla.

## Voir aussi

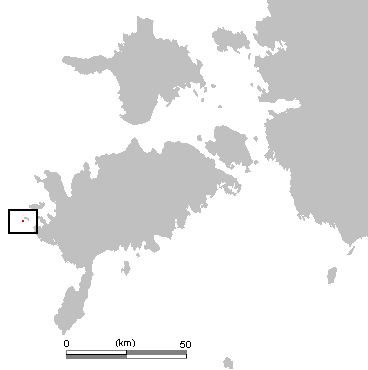
Localisation de l'île